# Age Hains Boersma
Age Hains Boersma (født 12. marts 1982 i Stavoren, Holland) en professionel hollandsk fodboldspiller siden sommer 2006 spiller for SC Heerenveen.
Boersma er siden 2006/2007 sæsonen startede, professionel fodboldspiller for SC Heerenveen. Før det spillede han for amatørklubberne, QVC og VV Sneek.
Han kunne allerede i sæsonen 2005/2006 blive professionel fodboldspiller, men han valgte i stedet at blive færdig med sin uddannelse, selvom der kom tilbud fra Cambuur Leeuwarden og SC Heerenveen. Da sæsonen 2005/2006 var færdig kunne han vælge mellem FC Groningen og SC Heerenveen, og til sidst valgte han for SC Heerenveen. Hos SC Heerenveen er han den eneste der kommer fra Frisland (Nederland).